# Charlotte av Württemberg
Charlotte av Württemberg (Friederike Charlotte Marie), i Ryssland kallad Elena Pavlovna, född 9 januari 1807 i Stuttgart, död där 2 februari 1873, rysk storfurstinna; gift 1824 med storfurst Michael Pavlovitj av Ryssland. Dotter till furst Paul av Württemberg och Charlotte av Sachsen-Hildburghausen.

## Bakgrund
Charlotte uppfostrades från 1815 i Paris , där hon fick en hög utbildning. Hon brevväxlade länge med den franske vetenskapsmannen och naturforskaren Frédéric Cuvier. Hennes äktenskap arrangerades mot båda parters vilja av den ryska änkekejsarinnan Maria Fjodorovna; hon förlovades 1822, kom 1823 till Ryssland, där hon konverterade till den ortodoxa tron och antog namnet Elena Pavlovna, och gifte sig 1824.

## Äktenskap
Charlotte var allmänt omtyckt för sin charm och umgängesförmåga och sin snabbhet att lära sig ryska. Äktenskapet blev dock olyckligt: Charlotte var intellektuell, liberal och intresserad av litteratur, Michael var militärisk, konservativ och illitterat, och maken undvek henne så fullständigt att det väckte allmän förvåning vid hovet; vid de få tillfällen de möttes ska Michael ha provocerats av att han inte kunde vinna över henne i en diskussion och gett sig av igen. Vid änkekejsarinnans död 1828 blev Charlotte i enlighet med testamentet beskyddare för Marinskijsjukhuset och Kejserliga institutet för obstetrik.

## Politisk verksamhet
Efter makens död 1849 anlade hon sorgdräkt för resten av livet och avstod från baler; hon räknades som centrum för hovets intellektuella liv och anordnade varje torsdag salonger, så kallade "morganatiska aftnar", där kejsarhusets och hovets medlemmar kunde möta personer som inte presenterats vid hovet, och där man diskuterade de liberala reformer som var moderna vid 1800-talets mitt. Härigenom kunde personer som aldrig släpptes in vid hovet få ett tillfälle att knyta kontakter med personer med inflytande vid hovet. 
Hon presenterade antislaveriförespråkaren Nikolaj Miljutin för medlemmar av kejsarhuset, föreslog olika former att genomföra upphävandet av träldomen och föregick med eget exempel då hon år 1856 frigav sina slavar. För sin medverkan av den ryska livegenskapens upphävande 1861 fick hon namnet princesse de Liberté och en medalj av tsaren.

## Projekt
Charlotte gav bidrag till en stor mängd konstnärer, stiftelser och organisationer, och grundade även själv sådana inom både konst och medicin. Hon grundade bland annat Sankt Petersburgs konservatorium. 1853-1856 genomdrev hon grundandet av Heliga Korsets Barmhärtighetssystrar; ett yrke som sjuksköterska ansågs inte anständigt för kvinnor, men hon besökte då själv sjukhusen och omband sår och uppmanade kvinnor att tjänstgöra som sjuksköterskor under Krimkriget; hon anses ha varit en av initiativtagarna till Röda Korset.        

## Barn
- Marie Michailovna (1825-1846)
- Elisabeth Michailovna (1826-1845); gift 1844 med hertig Adolf av Nassau (senare storhertig av Luxemburg ) (1817-1905)
- Katharina Michailovna (1827-1894); gift 1851 med Georg August av Mecklenburg-Strelitz (1824-1876)
- Alexander Michailovitj (1831-1832)
- Anna Michailovna (1834-1836)